# Munin
Munin es un satélite artificial sueco lanzado el 21 de noviembre de 2000 mediante un cohete Delta II desde la base de Vandenberg. Toma su nombre de uno de los dos cuervos de Odín.
Fue construido por estudiantes suecos en colaboración con el Instituto Sueco de Física Espacial (IRF) y portaba un detector de partículas y un espectrómetro de electrones e iones. También llevaba una cámara en miniatura para fotografiar auroras.
El satélite pesa tan sólo 6 kg y tiene la forma de un cubo de 21 cm de lado. Su superficie está recubierta de células solares.
El contacto con Munin se perdió el 12 de febrero de 2001, tras un reseteo manual de la CPU del satélite. La causa más probable de la pérdida fue un fallo de arranque de la PROM del satélite.